# Chebrolu (district de Guntur)
Chebrolu est un village du district de Guntur dans l'État d'Andhra Pradesh en Inde. 
Selon le recensement de l'Inde de 2011, la localité compte une population de 11 626 habitants.